# 阿嵯耶觀音
阿嵯耶观音（羅馬化：Ācārya Lokeśvara）又称真身观世音、细腰观音、云南观音，是观世音菩萨在南传佛教中的一种形象，为南诏、大理国特色。

## 形象
阿嵯耶观音束有高发髻，髻中藏佛，戴化佛天冠；观音面作女相，身躯纤长，线条优美，脖子上戴着有珠宝的项圈。上身袒露，双臂上戴着三角形臂钏，右手手腕上戴着联珠手镯；左手掌心向外，手腕微微抬起，右手放置在胸前，食指和拇指相拈，两手结合组成了代表阿嵯耶观音像的“妙音天印”独特手印；下身着轻薄的长裙，长裙装饰如湿衣出水，束花形腰带，两侧伸出飘带，环绕在长裙上，裙尾作鱼尾状。造像脚下一般没有莲座。

## 图库

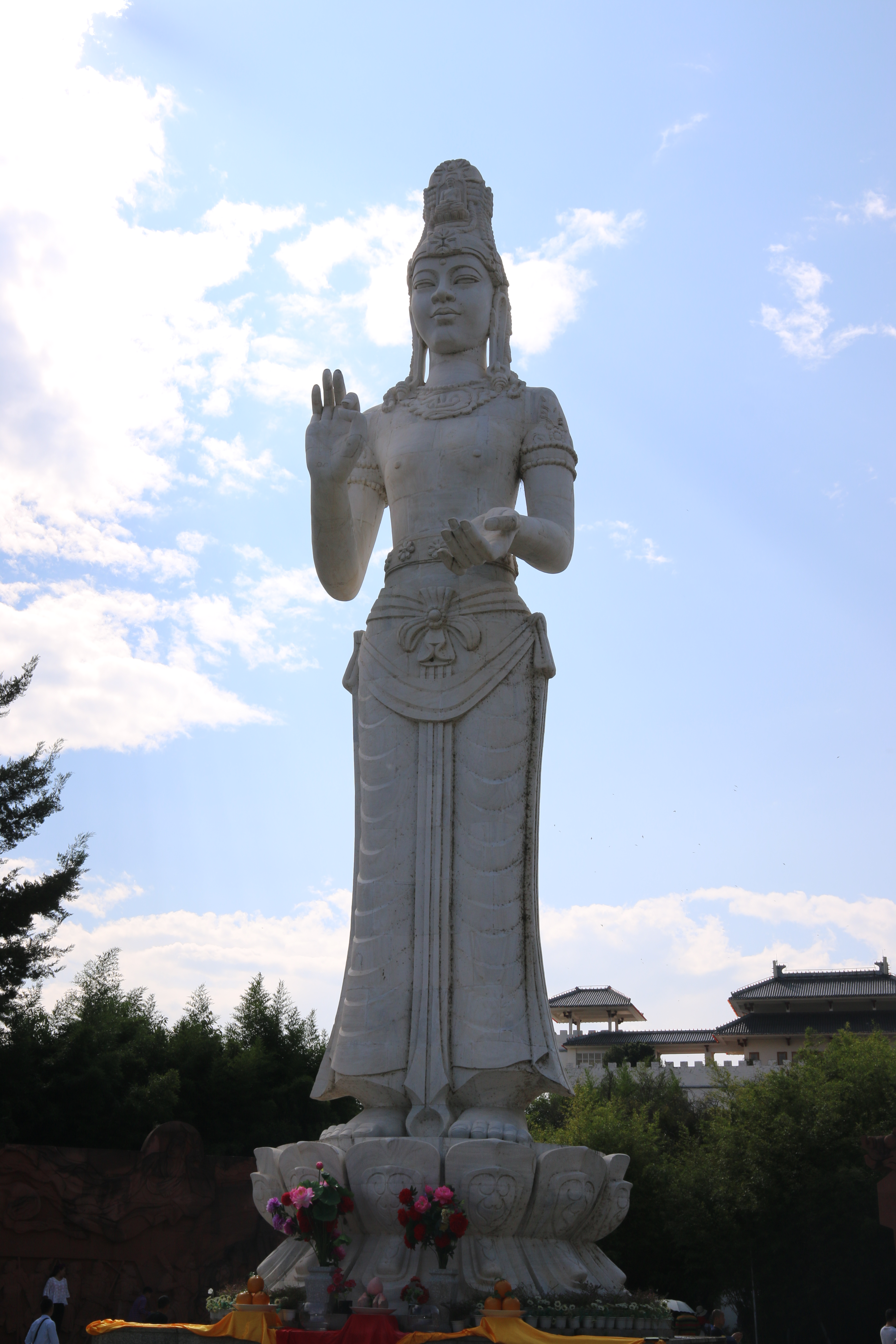
洱海南诏风情岛（法语：Île folklorique Nanzhao）上的汉白玉阿嵯耶观音像，通高17.56米。[5]（现已拆除）
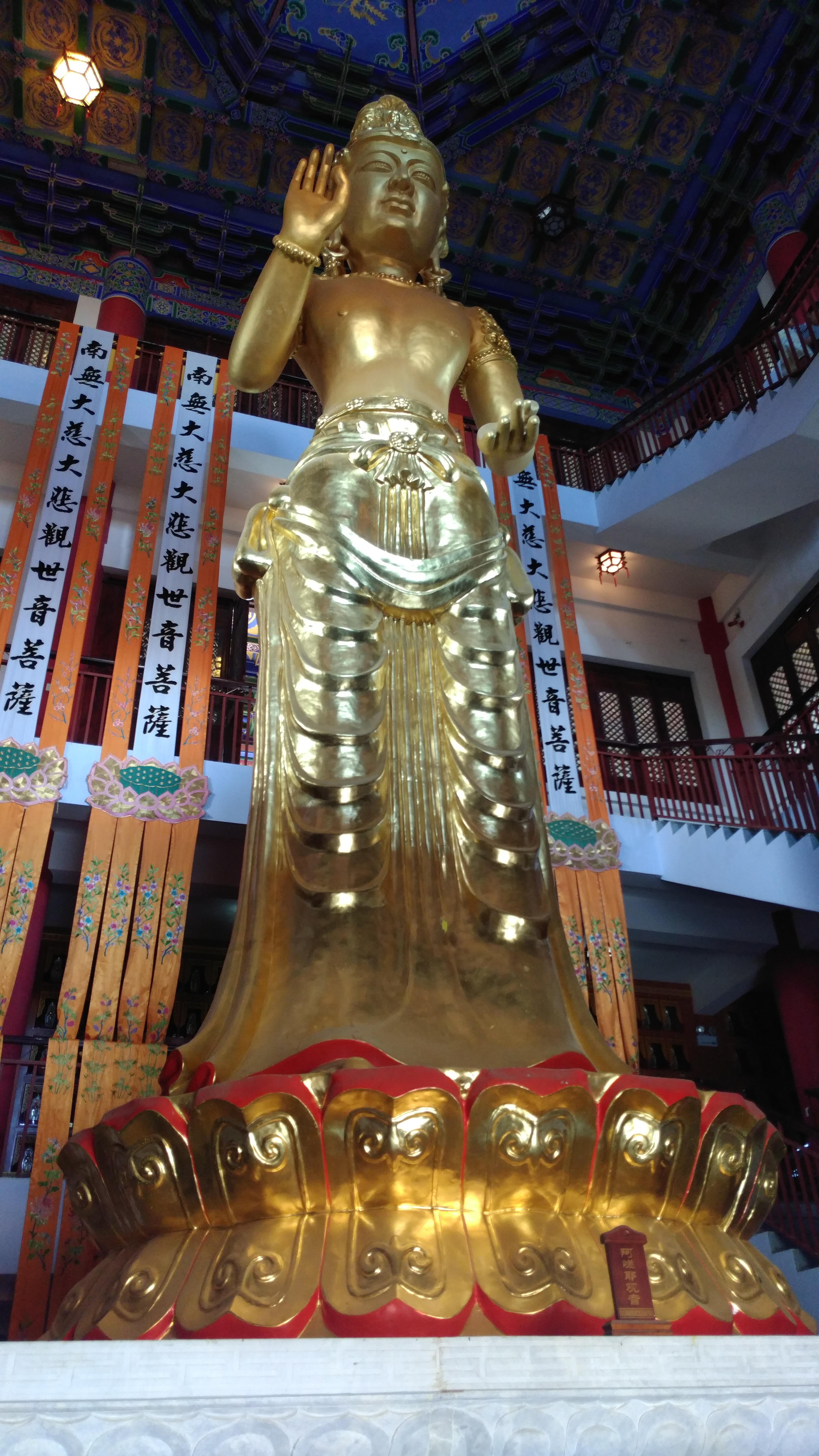
大理崇圣寺阿嵯耶观音阁内供奉的阿嵯耶观音像，高12米。
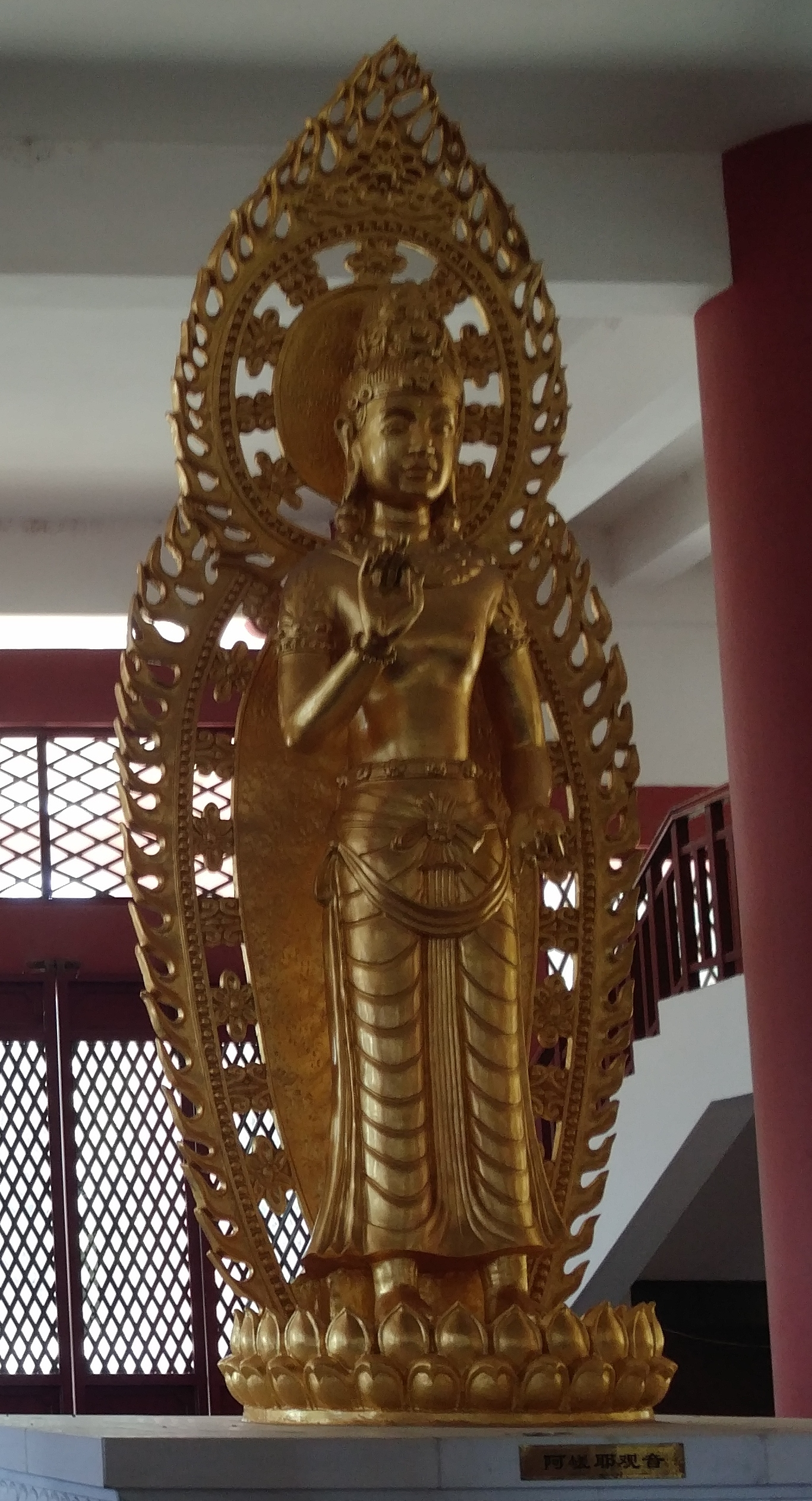
云南大理三塔风景区雨铜观音殿第一层阿嵯耶观音立像
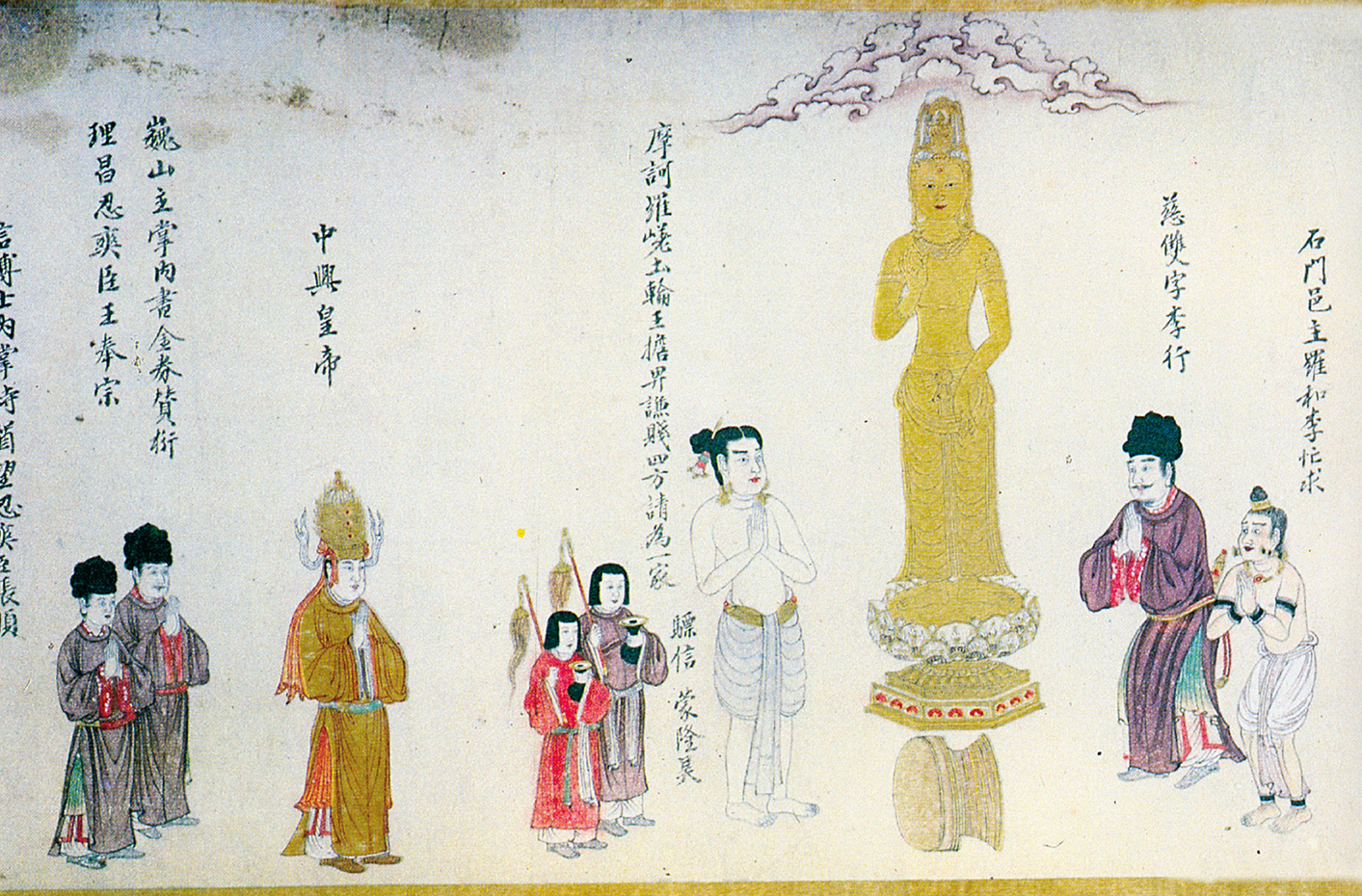
《南诏图传》中的阿嵯耶观音，图左为中兴皇帝舜化贞。
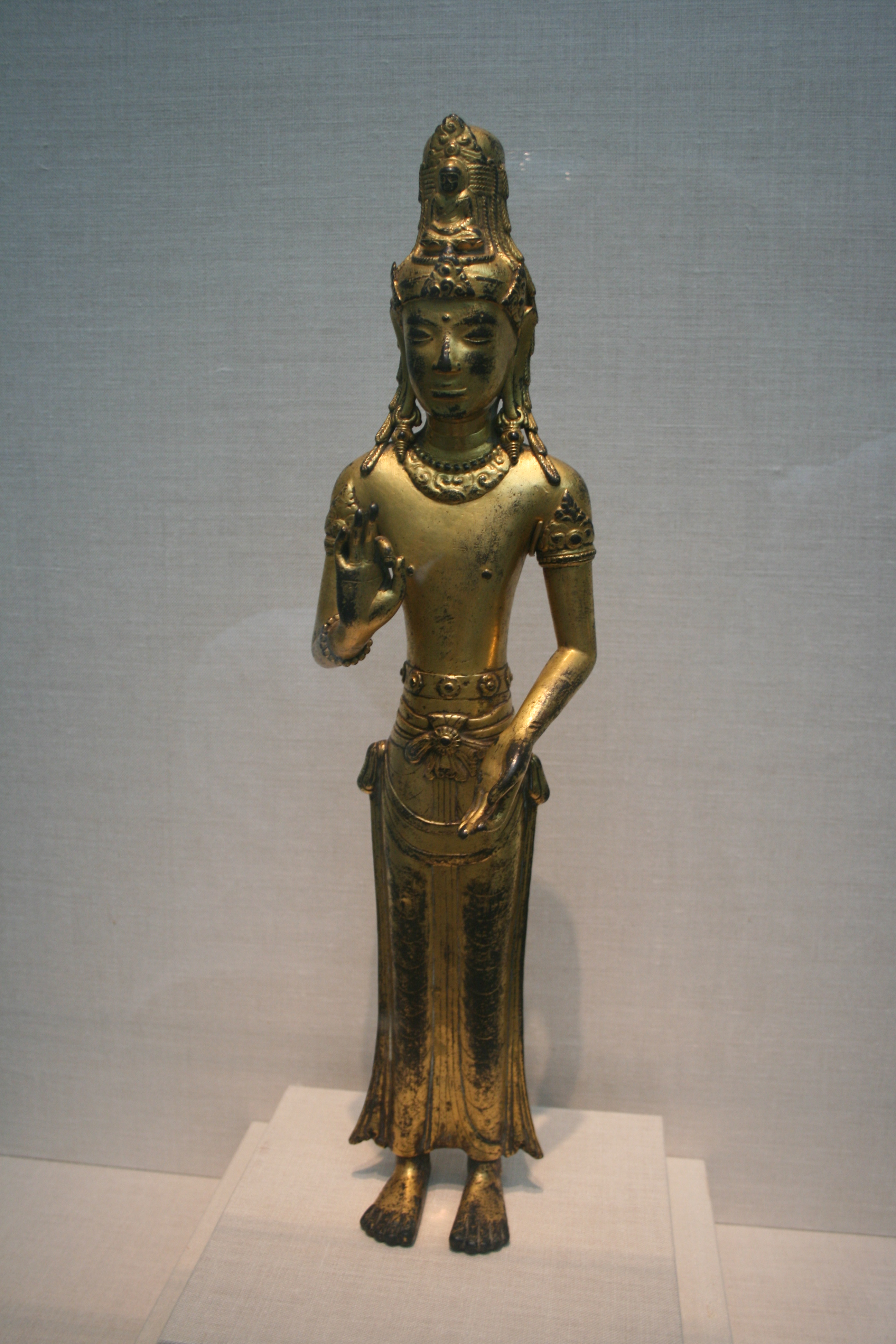
12世纪铜像，现藏于佛利尔美术馆。
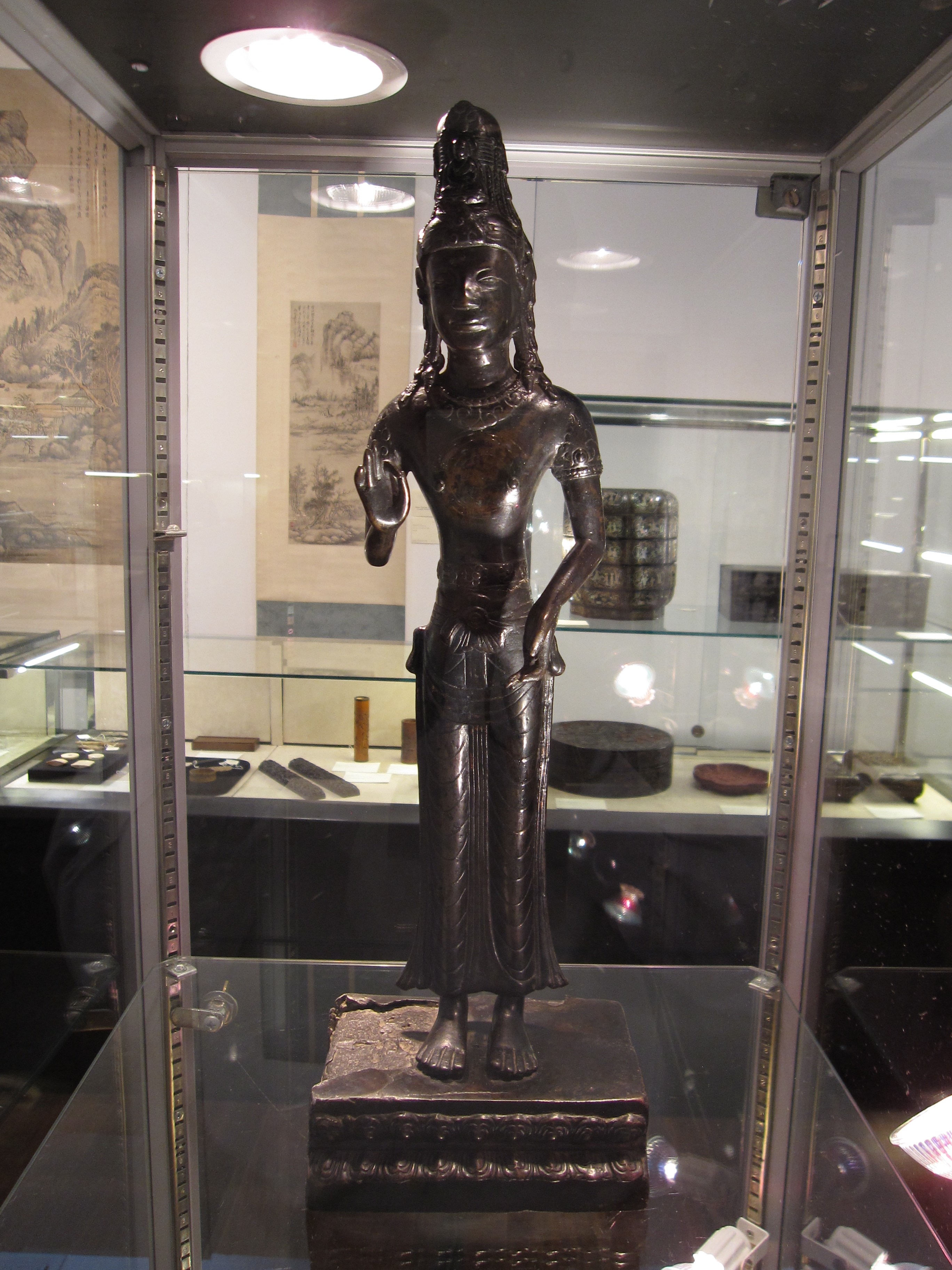
12世纪铜像
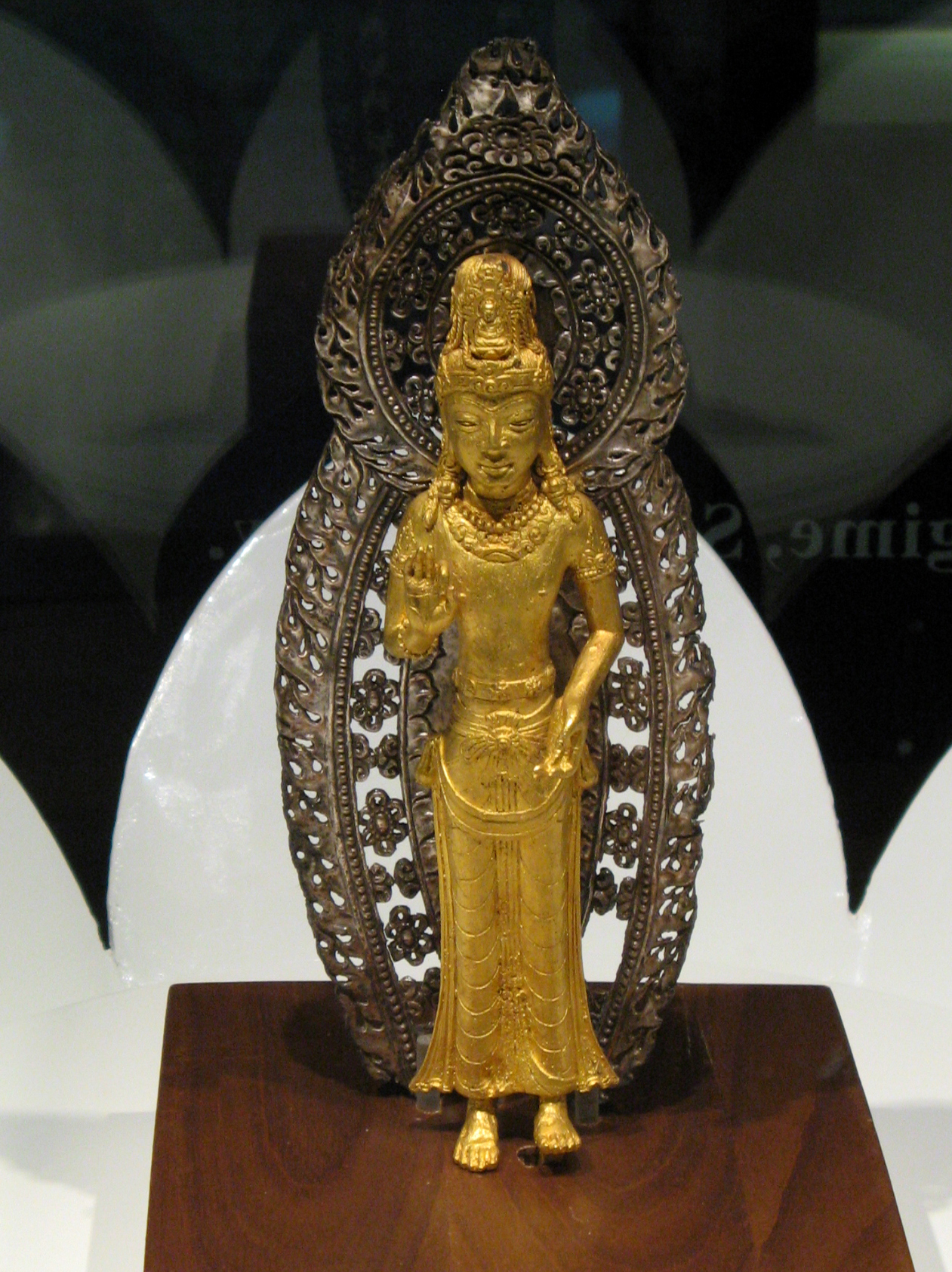
银背光金阿嵯耶观音像
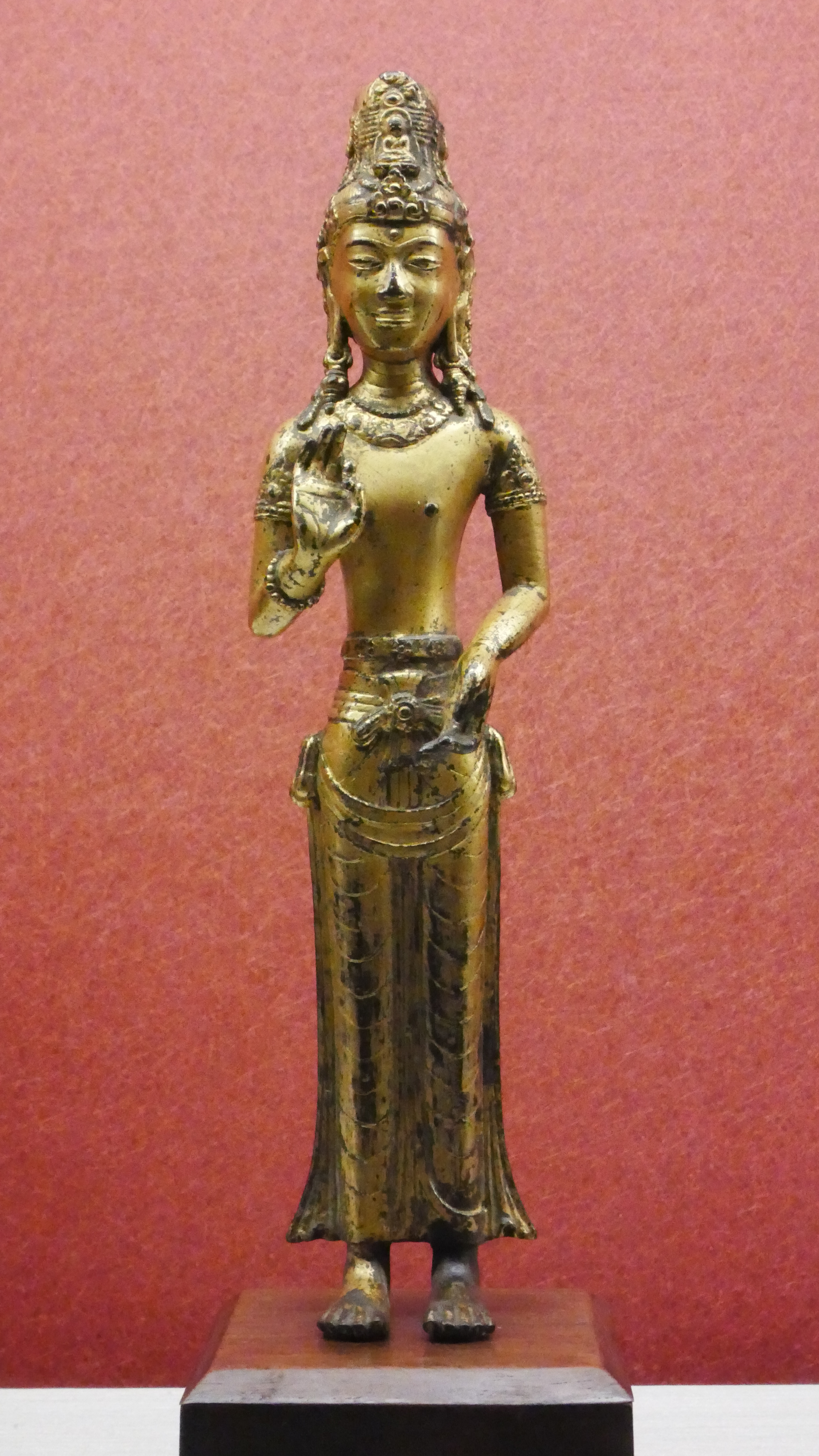
臺北市陽明山的阿嵯耶观音像
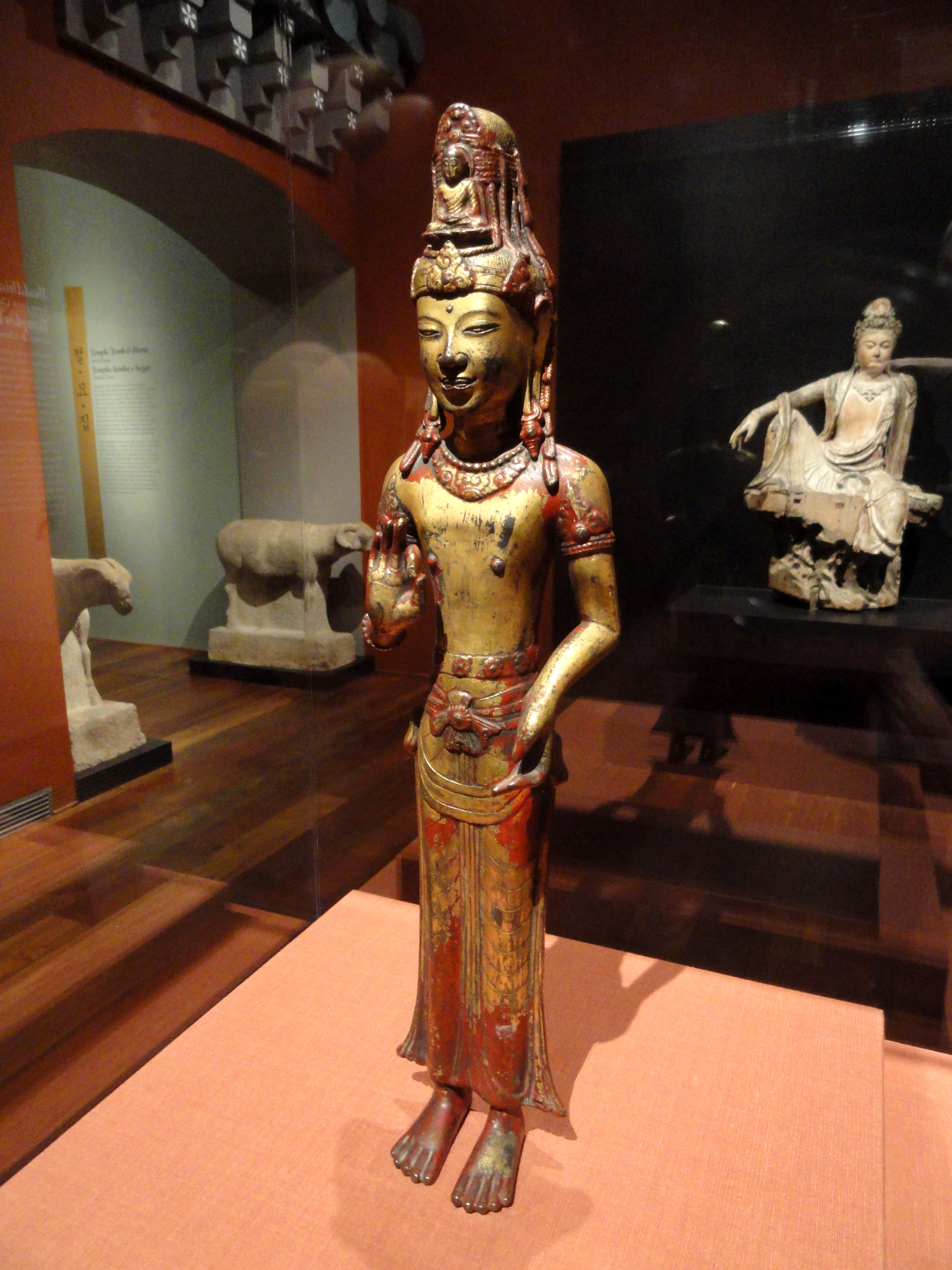
圣迭戈艺术博物馆（英语：San Diego Museum of Art）的阿嵯耶观音像